# 彈音器

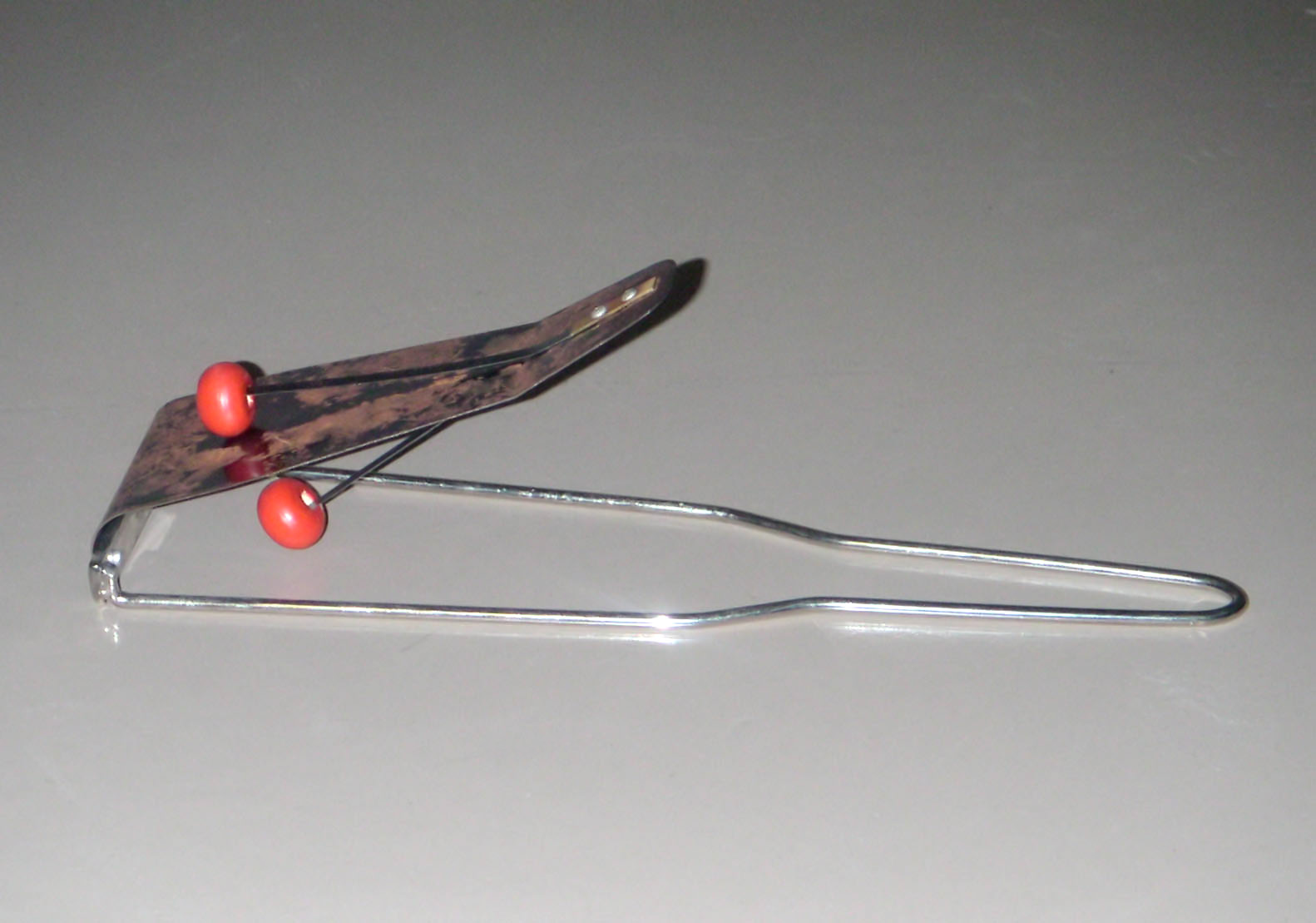
彈音器

彈音器（英語：flexatone），是一種20世紀初才出現的體鳴樂器，由於它能製造出不同的音高，所以它和定音鼓、木琴、鐘琴或顫音琴一樣，都被稱為「有音調敲擊樂器」（Tuned Percussion）。它最先於1922年和1923年於英國申請專利註冊；到了1924年亦於美國申請了專利註冊。
“flexatone”為“flex－a－tone”的組合字，透過金屬片的收縮(flex)，可隨意地改變音高的意思。

## 構造
彈音器共可分為1個部份。
- 一個呈倒等腰三角形的金屬支架，底邊朝上。支架是讓演奏者用手持著。
- 一塊近似倒等腰三角形的金屬片，尾部一小部份屈摺成直角，並鑲在金屬支架的底邊。
- 燒烙在金屬片頂部兩側的兩個小音槌，由以金屬幼條連接木製槌頭所組成。當演奏時，兩邊的音槌輪流敲打金屬片而發出聲響。

## 發聲原理及演奏方法
透過改變金屬片的擴張度來調節音高，當木槌敲打時，金屬片由於不同的弧度令，令到所產生的波幅也不同，因而能製造出不同的音高。
演奏時，用手指及手掌持著金屬支架，金屬板向外的部份朝向自己，把姆指放在金屬片的頂尖位置。通過姆指的按壓和放鬆，便可以調節不同的音高；再配合手腕的前後搖動，帶動兩側的音槌互相敲打金屬片，從而產生如滾奏的持續音。另外，瞬時改變對金屬片的壓力，更可製造出上、下行滑音的效果。

## 運用
彈音器在理論上可以演奏旋律樂句，但在樂隊上的運用並不算太多。最先應用在管絃樂團中的是蘇聯作曲家哈察都量的《鋼琴協奏曲》中第2樂章有一段相當著名的彈音器（一説本為鋸琴）旋律。但樂器穩定性低，個別樂器有其獨特的音域和聲量，音準的技術要求十分高，故現今大多數的版本都將這部份刪去，只由彈奏相同旋律的第1小提琴負責，原因是無法每一次都奏出相近的效果。
相比哈察都量，其他作曲家當運用時，則主要是取其音樂效果多於音高。以下列舉有使用彈音器的作品：
- 荀白克：《摩西與亞倫》、《管絃樂變奏曲》
- 康奈格《安提岡尼》
- 恩斯特·克熱內克：《強尼起奏》
- 蕭士達高維契：《穆森斯克郡的馬克白夫人》、《鼻子》
- 舒尼格：《皮爾金》、《安魂曲》、《第4號小提琴協奏曲》、《中提琴協奏曲》、《第1號大提琴協奏曲》、《第2號大提琴協奏曲》、清唱劇《浮士德》
- 埃爾文·舒爾霍夫：《第1號交響曲》
- 彼得·馬克斯韋爾·戴維斯：《第1號交響曲》、《第5號交響曲》
- 索菲婭·阿斯戈托芙娜·古拜杜麗娜：《太陽頌》
- 利格第：《鋼琴協奏曲》、《滅絕大師》

電影配樂使用彈音器以製造恐怖、陰森的效果，流行音樂中亦會以彈音器製造滑音或震音的聲效。